# Venezuela ai Giochi della XXII Olimpiade
Il Venezuela partecipò ai Giochi della XXII Olimpiade, svoltisi a Mosca, Unione Sovietica, dal 19 luglio al 3 agosto 1980, con una delegazione di 37 atleti impegnati in sette discipline.

## Medaglie
| Medaglia | Atleta           | Sport    | Evento     |
| -------- | ---------------- | -------- | ---------- |
| Argento  | Bernardo Piñango | Pugilato | Pesi gallo |